# Seconda Divisione FIDAF 2023
La Seconda Divisione FIDAF 2023 è la 16ª edizione del campionato di football americano di Seconda Divisione organizzato dalla FIDAF (40ª edizione del campionato di secondo livello). Vi partecipano 13 squadre divise in 3 gironi.

## Squadre partecipanti
| Club                         | Città                      | Stadio                                       | Sponsor ufficiale | Risultato nella stagione 2021 |
| ---------------------------- | -------------------------- | -------------------------------------------- | ----------------- | ----------------------------- |
| Aquile Ferrara               | Ferrara                    | Mike Wyatt Field                             |                   | Quarti di finale              |
| Chiefs Ravenna               | Ravenna                    | Campo Comunale - Marina di Ravenna           |                   |                               |
| Daemons Cernusco             | Cernusco sul Naviglio (MI) | Centro Sportivo Scirea                       |                   | Quarti di finale              |
| Giaguari Torino              | Torino                     | Stadio Primo Nebiolo                         |                   | Semifinale                    |
| Grizzlies Roma               | Roma                       | Campo sportivo Tor di Quinto                 |                   |                               |
| Hogs Reggio Emilia           | Reggio Emilia              | Stadio Andrea Torelli, Scandiano             |                   | 4º posto girone A             |
| Lions Bergamo                | Bergamo                    | Impianti Sportivi Stezzano (Stezzano)        |                   | Silverbowl                    |
| Pirates Savona               | Savona                     | Campo Sportivo Luceto, Albisola Superiore    |                   | Semifinale                    |
| Predatori Golfo del Tigullio | Chiavari (GE)              | Campo sportivo Daneri                        |                   |                               |
| Reapers Torino               | Torino                     | Campo CUS Torino                             |                   | Quarti di finale              |
| Redskins Verona              | Verona                     | Centro sportivo Mozzo, San Giovanni Lupatoto |                   | 4º posto girone B             |
| Saints Padova                | Padova                     | Stadio Plebiscito                            |                   | Quarti di finale              |
| Trappers Cecina              | Cecina (LI)                | Trappers Cecina Hunt Field                   |                   |                               |

## Stagione regolare

### Classifiche
Le classifiche della regular season sono le seguenti:
- La qualificazione ai playoff è indicata in verde

#### Classifica Girone A
| Pos. | Squadra                      | PCT  | G | V | P | PF  | PS  |
| ---- | ---------------------------- | ---- | - | - | - | --- | --- |
| 1    | Giaguari Torino              | .750 | 8 | 6 | 2 | 246 | 64  |
| 2    | Pirates Savona               | .750 | 8 | 6 | 2 | 129 | 55  |
| 3    | Predatori Golfo del Tigullio | .250 | 8 | 2 | 6 | 105 | 206 |
| 4    | Reapers Torino               | .125 | 8 | 1 | 7 | 60  | 228 |

#### Classifica Girone B
| Pos. | Squadra          | PCT   | G | V | P | PF  | PS  |
| ---- | ---------------- | ----- | - | - | - | --- | --- |
| 1    | Lions Bergamo    | 1.000 | 8 | 8 | 0 | 212 | 73  |
| 2    | Saints Padova    | .625  | 8 | 5 | 3 | 128 | 105 |
| 3    | Daemons Cernusco | .375  | 8 | 3 | 5 | 89  | 138 |
| 4    | Redskins Verona  | .125  | 8 | 1 | 7 | 70  | 151 |

#### Classifica Girone C
| Pos. | Squadra            | PCT   | G | V | P | PF  | PS  |
| ---- | ------------------ | ----- | - | - | - | --- | --- |
| 1    | Aquile Ferrara     | 1.000 | 8 | 8 | 0 | 330 | 66  |
| 2    | Trappers Cecina    | .750  | 8 | 6 | 2 | 137 | 129 |
| 3    | Chiefs Ravenna     | .500  | 8 | 4 | 4 | 158 | 209 |
| 4    | Grizzlies Roma     | .125  | 8 | 1 | 7 | 43  | 196 |
| 5    | Hogs Reggio Emilia | .125  | 8 | 1 | 7 | 39  | 228 |

## Playoff
|  | Wild Card | Wild Card       | Wild Card      |                 |    | Semifinali    | Semifinali    | Semifinali |  |  | XXIX Silver Bowl | XXIX Silver Bowl | XXIX Silver Bowl |  |
|  |           |                 |                |                 |    |               |               |            |  |  |                  |                  |                  |  |
|  |           |                 |                |                 |    | 1             | Lions Bergamo | 21         |  |  |                  |                  |                  |  |
|  |           |                 |                |                 |    | 1             | Lions Bergamo | 21         |  |  |                  |                  |                  |  |
|  |           |                 | 4              | Pirates Savona  | 7  |               |               |            |  |  |                  |                  |                  |  |
|  | 4         | Pirates Savona  | 4              | Pirates Savona  | 7  | 31            |               |            |  |  |                  |                  |                  |  |
|  | 4         | Pirates Savona  |                |                 |    |               |               |            |  |  |                  |                  |                  |  |
|  | 5         | Trappers Cecina | 14             |                 |    |               |               |            |  |  |                  |                  |                  |  |
|  | 5         | Trappers Cecina | 14             |                 | 1  | Lions Bergamo | 29            |            |  |  |                  |                  |                  |  |
|  |           |                 |                |                 |    |               |               |            |  |  |                  |                  |                  |  |
|  |           |                 | 2              | Aquile Ferrara  | 22 |               |               |            |  |  |                  |                  |                  |  |
|  |           |                 |                | Aquile Ferrara  | 22 |               |               |            |  |  |                  |                  |                  |  |
|  |           |                 |                |                 |    |               |               |            |  |  |                  |                  |                  |  |
|  |           |                 |                |                 |    |               |               |            |  |  |                  |                  |                  |  |
|  |           | 2               | Aquile Ferrara | 28              |    |               |               |            |  |  |                  |                  |                  |  |
|  |           |                 |                | 28              |    |               |               |            |  |  |                  |                  |                  |  |
|  |           |                 | 3              | Giaguari Torino | 13 |               |               |            |  |  |                  |                  |                  |  |
|  | 3         | Giaguari Torino | 3              | Giaguari Torino | 13 | 35            |               |            |  |  |                  |                  |                  |  |
|  | 3         | Giaguari Torino |                |                 |    |               |               |            |  |  |                  |                  |                  |  |
|  | 6         | Saints Padova   | 14             |                 |    |               |               |            |  |  |                  |                  |                  |  |